# ヴァネッサ・リー・エヴィガン
ヴァネッサ・リー・エヴィガン（Vanessa Lee Evigan、1981年3月18日 - ）は、アメリカ合衆国の女優。

## 出演作品
- ビーチ・シャーク
- センター・オブ・ジ・アース　ワールド・エンド
- ママと恋に落ちるまで シーズン1